# Улин (Западнодвинский район)
Улин — деревня в Западнодвинском районе Тверской области. Входит в состав Западнодвинского сельского поселения.

## История
В 1927 в Улине создана коммуна «Борьба». До 2005 года деревня была административным центром ныне упразднённого Улинского сельского округа. По состоянию на 1997 год в Улине находилась администрация сельского округа, правление ТОО «Западнодвинское», неполная средняя школа, механическая мастерская, дом культуры, библиотека, медпункт, отделение связи, магазин.
До 2005 года деревня входила в состав ныне упразднённого Улинского сельского округа. 

## География
Деревня расположена в 10 км (по автодороге — 25 км) к северо-западу от районного центра Западная Двина. Находится на северном берегу озера Улин. Севернее деревни проходит железная дорога Москва — Рига.
Часовой пояс
Деревня Улин, как и вся Тверская область находится в часовой зоне МСК (московское время). Смещение применяемого времени относительно UTC составляет +3:00.
Улицы
- Железнодорожная улица
- Нагорная улица

- Школьная улица

- Школьный переулок
- Луговая улица
- Приозерная улица
- Центральная улица
- Молодежная улица

## Население
| 2015    | 2020     |
| ------- | -------- |
| 426 694 | ↗730 970 |

Население по переписи 2002 года — 283 человека.
Национальный состав
Согласно результатам переписи 2002 года, в национальной структуре населения русские составляли 99 % от жителей.